# Christoph Mehler
Christoph Mehler (* 1974 in Berlin) ist ein deutscher Theaterregisseur.

## Karriere
Mehler absolvierte von 1999 bis 2003 eine Ausbildung zum Schauspiel und sammelte dann als Assistent erste Erfahrungen am deutschen Theater Berlin, wo er unter anderem unter mit den Regisseuren Dimiter Gotscheff, Jürgen Kruse und Armin Petras zusammenarbeitete. Im Anschluss daran leitete er bis 2009 am gleichen Theater die Spielstätte Box und Bar. Unter seiner Regie kamen hier unter anderem die Stücke Baal von Bert Brecht und Dantons Tod von Georg Büchner sowie Motortown und Pornographie von Simon Stephens zur Aufführung.
Zwischenzeitlich erhielt er Engagements am Staatstheater Braunschweig, am Schauspielhaus Wien, am Staatstheater Mainz, am Theater Dortmund und am Staatstheater Nürnberg. In Nürnberg war er 2007/2008 für die Uraufführung von Polle Wilberts Am Tag der jungen Talente verantwortlich und feierte ein Jahr später mit der Inszenierung von Julis Zeh Spielbetrieb in der Fassung von Bernhard Studlar großen Erfolg. In den Spielzeiten 2009 bis 2012 übernahm er unter anderem die Regie für die Klassiker Richard III., Kabale und Liebe und schließlich Woyzeck, womit er 2012 bei den 30. Bayerischen Theatertagen in Augsburg den Preis für die beste Produktion erhielt.
Bereits zuvor wurde Mehler seit der Spielzeit 2011/2012 auch als Hausregisseur am Schauspiel Frankfurt engagiert, wo er unter anderem Liliom, Iwanow und Des Teufels General sowie im Februar 2014 die Uraufführung von Lothar Kittsteins Drama Der Weiße Wolf inszenierte. Zwischenzeitlich hatte er im Oktober 2013 im Auftrag der Deutschen Shakespeare-Gesellschaft die Regie des Theaterstücks Othello am Schauspiel Leipzig übernommen. Mit der Inszenierung von Hans Falladas Roman Kleiner Mann, was nun? feierte Mehler am 1. Februar 2020 seine Premiere am Staatstheater Braunschweig.

## Inszenierungen (Auswahl)
- 2016: Ein Sommernachtstraum, Theater Augsburg
- 2018: Glaube Liebe Hoffnung, Staatstheater Darmstadt
- 2019: Peer Gynt, Staatstheater Darmstadt
- 2019: Solaris, Staatstheater Darmstadt
- 2020: Kleiner Mann, was nun?, Staatstheater Braunschweig
- 2020: Drei Schwestern, Stadttheater Ingolstadt
- 2020: Gift. Eine Ehegeschichte, Staatstheater Darmstadt
- 2023: Fabian oder Der Gang vor die Hunde, Staatstheater Darmstadt